# Courchamps (Aisne)
Courchamps è un comune francese di 89 abitanti situato nel dipartimento dell'Aisne della regione dell'Alta Francia.

## Società

### Evoluzione demografica
Abitanti censiti